# Россер (Техас)
Россер (англ. Rosser) — селище (англ. village) в США, в окрузі Кофман штату Техас. Населення — 301 особа (2020).

## Географія
Россер розташований за координатами 32°27′30″ пн. ш. 96°27′7″ зх. д. / 32.45833° пн. ш. 96.45194° зх. д. (32.458337, -96.451867).  За даними Бюро перепису населення США в 2010 році селище мало площу 5,25 км², з яких 5,18 км² — суходіл та 0,08 км² — водойми.

## Демографія
Згідно з переписом 2010 року, у селищі мешкали 332 особи в 127 домогосподарствах у складі 91 родини. Густота населення становила 63 особи/км².  Було 146 помешкань (28/км²).
Расовий склад населення:
| - 61,7 % — білих - 31,9 % — чорних або афроамериканців - 1,5 % — корінних американців |

До двох чи більше рас належало 3,9 %. Частка іспаномовних становила 6,3 % від усіх жителів.
За віковим діапазоном населення розподілялося таким чином: 23,2 % — особи молодші 18 років, 59,6 % — особи у віці 18—64 років, 17,2 % — особи у віці 65 років та старші. Медіана віку мешканця становила 42,8 року. На 100 осіб жіночої статі у селищі припадало 91,9 чоловіків;  на 100 жінок у віці від 18 років та старших — 94,7 чоловіків також старших 18 років.
Середній дохід на одне домашнє господарство  становив 46 279 доларів США (медіана — 41 071), а середній дохід на одну сім'ю — 54 433 долари (медіана — 52 500). За межею бідності перебувало 30,7 % осіб, у тому числі 50,7 % дітей у віці до 18 років та 18,0 % осіб у віці 65 років та старших.
Цивільне працевлаштоване населення становило 106 осіб. Основні галузі зайнятості: освіта, охорона здоров'я та соціальна допомога — 19,8 %, виробництво — 17,9 %, будівництво — 17,9 %.